# Saint-Longis
 Saint-Longis  es una población y comuna francesa, situada en la región de Países del Loira, departamento de Sarthe, en el distrito de Mamers y cantón de Mamers.

## Demografía
| 294 | 245 | 381 | 471 | 507 | 450 |
| Para los censos de 1962 a 1999 la población legal corresponde a la población sin duplicidades (Fuente: INSEE [Consultar]) |     |     |     |     |     |